# Vladimir Khotinenko
Vladimir Khotinenko (20 de janeiro de 1952) é um diretor de cinema russo.